# Мядёлка, Павлина Викентьевна
Павлина Викентьевна Мядёлка (Медёлка) (бел. Паўліна Вікенцьеўна /Вінцэнтаўна Мядзёлка, 12 сентября 1893 — 13 февраля 1974) — белорусский педагог, актриса, писательница. Заслуженный деятель культуры БССР (1966).

## Биография
Родилась в деревне Будслав Дисненского повета Вилейского уезда Виленской губернии (ныне Мядельский район Минской области). В 1898 году родители переехали в Глубокое. Там Павлина закончила церковно-приходскую школу, затем в 1907 — частные курсы в Риге. В 1909—1912 году училась в частной, с правами правительственных, женской гимназии в Вильно, располагавшейся на территории Базилианского монастыря, директором которой в 1907—1917 годах была выпускница филологического факультета Петербургского университета, преподаватель французского языка Наталья Рейсмилер, преподавала Е. П. Нездюрова, преподавателем Закона Божия в этой гимназии с 1913 года был художник, педагог и священнослужитель, уроженец села Лосинко Гродненской губернии Павел Олимпиевич Савицкий, преподавателем и членом попечительного совета — архивист и историк Дмитрий Иванович Довгялло, уроженец деревни Козьяны Витебской губернии (ныне Шумилинский район Витебской области).
В 1914 году Мядёлка закончила Высшие коммерческие курсы в Санкт-Петербурге.
На страницах газеты «Наша ніва» Павлина Мядёлка познакомилась с первыми произведениями Янки Купалы, а в 1909 году в доме своих знакомых в Вильно встретилась с ним лично.
Выступление театральной труппы Игната Буйницкого на первой белорусской вечеринке в Вильно 12 февраля 1910 года, на которой была и Павлина Мядёлка, очень впечатлило Купалу, решившего написать оригинальную белорусскую пьесу. В 1912 году Купала написал комедию «Паўлінка». По одной из версий, дебют спектакля «Паўлінка» состоялся в январе 1913 года в Вильно на сцене местного рабочего клуба «Сокол». Династию Павлинок начала некая Софья Маркевич, в газетных заметках того времени — госпожа Марковичанка. Однако сама Павлина Викентьевна утверждала, что Купала прочитал пьесу на одной из творческих петербургских вечеринок на квартире профессора Бронислава Эпимах-Шипилы, собиравших студентов и творческую молодёжь. Там и было решено поставить пьесу на деньги студенческой кассы взаимопомощи. Роль Павлинки поручили Павлине Мядёлке, музе поэта. Скорее всего, именно в честь неё Купала и назвал пьесу. Кроме пьесы Павлине поэт посвятил поэмы «Бандароўна» и «Яна i я» и несколько стихов («Ён і яна», «Гэткім шчырым каханнем яе атуліў», «Таей даўгажданай», «А яна была проста дзяўчынай…», «Снілася дзяўчыне», «Быў гэта сон…» и др.). Спектакль состоялся 9 февраля 1913 года в клубе «Пальма» и прошёл с большим успехом.
В 1913 году на каникулах в Вильно Павлина Мядёлка снова сыграла роль Павлинки.
Осенью 1916 года Павлина Мядёлка — секретарь Белорусского комитета жертвам войны в Петрограде. С 1917 года работала в отделении помощи жертвам войны по организации детских приютов в Киеве.
В октябре 1917 года, по дороге из Киева в Жорновку Игуменского уезда, опять сыграла роль Павлинки на сцене Минского городского театра (ныне Национальный академический театр имени Янки Купалы) в составе Первого товарищества белорусской драмы и комедии под руководством профессионального артиста Флориана Ждановича для съезда солдатских депутатов армий Западного фронта. По приглашению Магдалены Радзивилл принимала участие в организации и работе белорусской школы для крестьянских детей в деревне Жорновка Игуменского уезда.
В марте 1918 года преподавала в Минске, участвовала в постановках Первого товарищества белорусской драмы и комедии. Тогда же, в марте 1918 года, на белорусском конгрессе, познакомилась со своим будущим мужем Томашем Грибом, основателем и идеологом белорусской партии эсеров (белорусский политический и культурный деятель, член Рады Белорусской Народной Республики, редактор газеты «Родны край», министр земледелия Первого правительства БНР, позднее был вынужден бежать от советских властей за границу).
С середины июня 1919 года Павлина Мядёлка — инспектор белорусских школ, а также руководитель Сообщества белорусской молодёжи (Грамада беларускай моладзі) и драмкружка в Гродно. Работала в газете «Родны край» вместе с её основателем Томашем Грибом. 16 июля 1919 года была арестована польскими властями за издание газеты и заключена в Гродненскую тюрьму, в которую позже перевели арестованного в Вильно Томаша Гриба. Именно там они и решили, что будут мужем и женой. После освобождения в начале 1920 года работала в Минске руководителем женской белорусской школы. 27 мая 1920 года снова арестована по обвинению в подпольном национально-освободительном движении и отправлена в тюрьму Вронки на Познаньщине. После освобождения была направлена на проживание в Лодзь без права переезжать в восточном направлении. По поддельным документам выехала в Вильно, а затем, в феврале 1921 года, — в Литву, где в Ковно (Каунасе) вместе с мужем проводила агитацию, направленную против польской оккупации Западной Беларуси. В одной из агитационных брошюр была напечатана поэма Павлины Мядёлки, получившая положительную оценку от Змитрака Бядули.
В 1921—1922 годах по предложению Тишки Гартного работала в издательском отделе при советском посольстве в Берлине, помогая Гартному в издании белорусских учебников для школ. Там написала импрессию «Гвалт, гвалт, гвалт!», опубликованную в виленской газете «Гоман». Приблизительно в это же время распался брак Мядёлки с Томашем Грибом, который при поддержке чешского правительства сформировал в Праге центр белорусской эмиграции.
С июля 1922 года преподавала в Белорусской гимназии в Двинске (ныне Даугавпилс, Латвия), где параллельно организовала хор и драматический коллектив. После постановки оперетты «У чырвоным млыне» при поддержке латышского поэта, а также министра просвещения Латвийской Республики Яниса Райниса театральный кружок Двинской белорусской гимназии выступил на сцене Латвийского национального театра. Однако весной 1924 года начались повсеместные ревизии, которые сопровождались обысками у учителей, изъятием учебников, географических карт Беларуси, личной переписки. Позже властям пришлось выпустить учителей под залог. Мядёлку уволили с работы, одновременно исключив из гимназии и её брата. 19 мая 1925 года Павлина Мядёлка была выдворена из Латвии за «подрывную деятельность» и переехала в БССР, где работала в Инбелкульте, затем преподавала белорусский язык на курсах переподготовки учителей в Климовичах, затем в Белорусском государственном издательстве и редакционном отделе Инбелкульта.
28 мая 1925 года Павлина Мядёлка снова встретилась в Янкой Купалой в зале заседаний Инбелкульта на праздновании двадцатилетия со дня опубликования стихотворения Янки Купалы «Мужык».
В 1927—1930 годы работала в Белорусской академии сельского и лесного хозяйства (ныне Учреждение образования «Белорусская государственная орденов Октябрьской Революции и Трудового Красного Знамени сельскохозяйственная академия») на кафедре белорусоведения под руководством известного деятеля белорусской культуры Максима Горецкого.
В июне 1930 года арестована органами ГПУ БССР по делу о «Союзе освобождения Белоруссии» и была вынуждена согласиться на сотрудничество с целью слежки за Янкой Купалой. После десяти месяцев заключения Павлина Мядёлка была выслана в Казань.
С осени 1932 года Мядёлке разрешили вернуться в Москву, где она стала работать учительницей Первой образцовой (ныне 27-й) школы.
28 июня 1942 года её видели вместе с Купалой за несколько часов до того, как поэт при загадочных обстоятельствах погиб, упав в лестничный пролёт в гостинице «Москва». После смерти поэта Павлина Мядёлка попала в психиатрическую клинику.
Летом 1947 года семейные обстоятельства заставили Павлину Мядёлку оставить Москву и переехать к одинокой матери в родной Будслав. Отец Павлины Викентьевны, местный органист, умер в этом же году. С первых дней работы в школе она начала подбирать голоса для хора и готовить постановку «Паўлінкі», которая состоялась через два месяца в Будславском клубе. После выступления труппу пригласили на областной смотр художественной самодеятельности, где они получили первую премию. В скором времени их пригласили на республиканский концерт в Минск. Так началась деятельность драматического и хорового кружка в Будславе.
Была лично знакома со многими политическими и культурными деятелями Беларуси: поэтессой Ларисой Гениюш, композитором Константином Галковским, общественным и политическим деятелем БНР, архитектором Лявоном Витан-Дубейковским, белорусским театральным деятелем Игнатом Буйницким, поэтессой и политическим деятелем Тёткой, писателем Змитроком Бядулей, поэтом и литературоведом Максимом Богдановичем, белорусским политическим деятелем Иваном Игнатьевичем Красковским, писателем Алесем Адамовичем, белорусским историком Николаем Улащиком, поэтом и литератором Владимиром Дубовкой, белорусским драматургом Франтишеком Алехновичем, священником и литературоведом ксендзом Адамом Станкевичем, поэтессой Констанцией Буйло, политическим деятелем и языковедом Брониславом Тарашкевичем, писателем Максимом Горецким, литератором Юркой Гавруком, общественно-политическим деятелем и писателем Язэпом Лёсиком, польским дипломатом Мечиславом Недзялковским.
Умерла 13 февраля 1974 года. Похоронена на кладбище в деревне Будслав.

## Память
Имя Павлины Мядёлки носит одна из улиц Минска в микрорайоне Новинки, рядом с улицами Будславская и Глубокская.
Именем Павлины Мядёлки названа ГУО «Будславская СШ им. Павлины Мядёлки». Также в Будславе есть улица Павлины Мядёлки и кафе «Паўлінка».
Взаимоотношениям Павлины Мядёлки и Янки Купалы посвящён спектакль «Карона з кахання» режиссёра Венедикта Яковлевича Расстриженкова по пьесе драматурга Анатолия Делендика «Сцежкамі кахання», написанной к 130-летнему юбилею Янки Купалы. Драматургический материал построен на воспоминаниях Павлины Мядёлки, которая была
возлюбленной и музой поэта.
Интересной является также пьеса для радио Петра Васюченко «Паэт і дзяўчына», написанная на основе мемуаров Мядёлки «Сцежкамі жыцця» и посвящённая 125-летию со дня рождения Купалы. Автор не только использует в своём произведении воспоминания главной героини, но и органично вплетает в текст отрывки из стихотворений и поэм Янки Купалы, а также несколько сцен из спектакля «Паўлінка». Музыку для радиопостановки написал народный артист Беларуси, лауреат Государственной премии Республики Беларусь Леонид Захлевный.
Белорусская поэтесса, драматург, сценарист Татьяна Михайловна Мушинская написала пьесу «Павлина Медёлка», посвящённую личности актрисы, возлюбленной классика белорусской литературы Янки Купалы.
Даугавпилсский поэт Станислав Володько, заместитель председателя белорусского общества «Уздым», награждённый государственной медалью Республики Беларусь «Медаль Франциска Скорины», написал стихотворение «Паўліна Мядзёлка».
В центральной районной библиотеке города Мяделя работает постоянная выставка, посвящённая известной землячке Павлине Мядёлке.

## Награды
- Звание «Заслуженный деятель культуры БССР» (1966)
- Медаль «За доблестный труд в Великой Отечественной войне 1941—1945 гг.»

## Произведения
- гимн-песня «Пад гоман вясёлы»;
- поэма «Сялянская доля» (1921);
- импрессия «Гвалт, гвалт, гвалт!» (1922);
- легенда об озере Мядель (Москва, 1942) — хранится в архиве Владимира Короткевича.

### Книги Павлины Мядёлки
- Мядзёлка, П. В. Сцежкамі жыцця: Успаміны / П. В. Мядзёлка; пад рэд. А. С. Ліса. — Мінск: Мастацкая літаратура, 1974. — 242 с.: іл.
- Мядзёлка, П. Сцежкамі жыцця / П. Мядзёлка; уступны артыкул У. Калесніка «Галгофа адроджаных»; падрыхт. да друку А. Федарэнкі // Полымя. — 1993. — № 2. — С. 171—212; № 3. — С. 201—240; № 4. — С. 184—209; № 5. — С. 182—209.
- Мядзёлка П. В. Сцежкамі жыцця (бел.) / прадм., падрыхт. тэксту, камент. Ганна Запартыка. — Мінск: Лімарыус, 2018. — 610 с., [4] л. іл. с. — (Беларуская мемуарная бібліятэка). — 300 экз. — ISBN 978-985-6968-69-6.

## Роли в спектаклях
- Павлинка («Паўлінка» Янки Купалы),
- Зоська («Раскіданае гняздо» Янки Купалы),
- Франка («Хам» Элоизы Ожешко).

### Книги
- Беларускія пісьменнікі: Біябібліяграфічны слоўнік: у 6 т. / рэдкал.: І.Э. Багдановіч [і інш.]; пад рэд. А. В. Мальдзіса; Інст. літ-ры імя Я. Купалы АН Рэсп. Беларусь, Бел. Энцыклапедыя. — Мінск: БелЭн, 1992—1995. — Т. 4: Лазарук — Перкін / 1994. — 524 с.: іл. — ISBN 5-85700-153-6
- Колас, Г. Д. Карані міфаў: Жыццё і творчасць Янкі Купалы / Г. Д. Колас. — Мінск: БГАКЦ, 1998. — 347 с. — ISBN 985-6012-56-2
- Кулажанка, Л. Літаратурныя мясціны Беларусі: Краязн. даведнік: Дапам. для настаўніка: У 3 кн. / Л. Кулажанка, А. Мальдзіс, С. Сачанка; навук. рэд. А. Мальдзіс; маст. А. С. Забаўская. — Мінск: Беларуская энцыклапедыя, 2000. — Кн. 1.: Брэсц., Віцеб. і Гомел. вобл. — 288 с. — ISBN 985-11-0181-8
- Лiўшыц, У. М. «Была адорана шчодра…» // Раскопкі вакол горацкага «Парнаса»: Літаратуразнаўчыя нарысы / У. М. Лiўшыц. — Горкі: адзел культуры Горацкага райвыканкама, 2001. — 1С.119-124. — ISBN 985-6120-44-6
- Лойка, А. Як агонь, як вада…: Раман-эсэ пра Янку Купалу: для ст. шк. ўзросту / А. Лойка; маст. М. Селяшчук. — Мінск: Мастацкая літаратура, 1984. — 485 с.: iл. — (Школьная бібліятэка). — ISBN 985-02-0168-1
- Лойко, О. Янка Купала / О. Лойко; авториз. пер. с белорус. Г. Ф. Бубнова, И. Т. Бурсова; предисл. И. Шамякина. — М.: Молодая гвардия, 1982. — 351 с. — (Жизнь замечательных людей. Вып. серии 13 (630)).
- Люди Нарочанского края: Воспоминания участников революционной борьбы и Великой Отечественной войны: Сборник / предисл. д-ра ист. наук, проф. А. И. Залесского; сост.: И. Ф. Климов [и др.]; ред. кол.: И. Ф. Климов (рук.) [и др.]. — Минск: Беларусь, 1975. — 592 с.: ил.
- Маракоў, Л. Рэпрэсаваныя літаратары, навукоўцы, работнікі асветы, грамадскія і культурныя дзеячы Беларусі 1794—1991: Энцыклапедычны даведнік: У 3 т. Т. 3. Кн. 2. Лабадаеў — Яцына / Л. Маракоў. — Мінск, 2005. — 744 с.: іл. — ISBN 985-6374-07-3
- Нарочеведение: специальный познавательный курс / УО "Национальный детский оздоровительный лагерь «Зубрёнок»; авт.-сост. М. К. Филанович [и др.]. — 2-е изд. — Минск: Изд. центр БГУ, 2005. — 86 с. — ISBN 985-476-344-7
- Памяць: Гіст.-дакум. хроніка Мядзельскага р-на / уклад. і навук. рэд. Я. Г. Звяруга; рэд. кал.: Г. П. Пашкоў [і інш.]. — Мінск: «Беларус. Энцыклапедыя» імя Петруся Броўкі, 1998. — 640 с.: іл. — ISBN 985-11-0107-9
- Памяць: Гіст.-дакум. хроніка Глыбоцкага раёна / рэд. кал.: Б.І. Сачанка (гал. рэд.) [і інш.]; маст. А. М. Хількевіч. — Мінск: Беларуская энцыклапедыя, 1995. — 454 с.: іл. — ISBN 985-11-0014-5
- Республика Беларусь: Энциклопедия: В 6 т. / редкол.: Г. П. Пашков (гл. ред.) [и др.]. — Минск: Беларуская Энцыклапедыя, 2005—2008. — 768 с. — Т. 4: Картография — Миноговые / Пашков Г. П. [и др.]. — 2008. — 763 с.
- Тэатральная Беларусь: Энцыклапедыя: У 2 т. / пад агул. рэд. А. В. Сабалеўскага. — 2003. — Т. 2: Л — Я / рэдкал.: Г. П. Пашкоў (гал. рэд.) [і інш.]. — 571 с. — ISBN 985-11-0254-7

### Периодические издания
- Аповед пра Паўлінку // Женский журнал. — 2011. — № 9. — С. 52-53.
- Вайткун, А. Паўліна Мядзёлка: жанчына-міф / А. Вайткун // Народная газета. — 2008. — 25 верасня.
- Васючэнка, П. Паэт і дзяўчына: п’еса для радыё / П. Васючэнка // Полымя. — 2008. — № 11. — С. 115—137.
- Вераціла, С. Паўлінка: эсэ / С. Вераціла // Звязда. — 1993. — 11 верасня.
- Дземідовіч, Я. Гісторыі роднай гартаем старонкі / Я. Дземідовіч // Нарачанская зара. — 2013. — 14 верасня.
- Дземідовіч, Я. Дом на Зялёнай / Я. Дземідовіч // Нарачанская зара. — 2011. — 27 жніўня.
- Дземідовіч, Я. Муза паэта / Я. Дземідовіч // Нарачанская зара. — 2013. — 14 верасня.
- Дземідовіч, Я. У Будславе жыве Соф’я Грышкевіч — сваячка Паўліны Мядзёлкі / Я. Дземідовіч // Нарачанская зара. — 2011. — 26 жніўня.
- Дзялендзік, А. Карона з кахання. Янка Купала і Паўліна Мядзёлка. Версія: лірычная драма па матывах кнігі Паўліны Мядзёлкі «Сцежкамі жыцця» / А. Дзялендзік // Культура. — 2012. — № 1 (7 студз.); № 2 (14 студз.); № 3 (21 студз.).
- Драбкін, Э. Мой кумір — Паўліна Мядзёлка / Э. Драбкін // Голас Радзімы. — 2006. — № 3/4. — 26 студз.
- Драўніцкі, І. Янка Купала і Паўліна Мядзёлка на Астравеччыне / І. Драўніцкі // Краязнаўчая газета. — 2007. — № 48. — 13 ліпеня.
- Драўніцкі, І. Фларыян Ждановіч і Паўліна Мядзёлка / І. Драўніцкі // Нарачанская зара. — 2004. — 13 лістапада.
- Захарэвіч, Н. Вучыла тут мяне Мядзёлка / Н. Захарэвіч // Настаўніцкая газета. — 1995. — 15 красавіка.
- Кавалевіч, Дз. Л. «Быў гэта сон…»: Паўліна Мядзёлка і Янка Купала / Дз. Л. Кавалевіч // Роднае слова. — 2003. — № 9. — С. 99-101.
- Казюкін, Я. Паўліна Мядзёлка кахала паэта і пасля яго смерці: Гутарка з настаўніцай Нінай Уладзіміраўнай Альшэўскай / Я. Казюкін // Белорусская нива. — 2012. — № 120. — 7 июля.
- Касьян, Т. Каханне Янкі Купалы ў чорна-белым спектаклі / Т. Касьян // Рэгіянальная газета. — 2012. — № 28.
- Каханоўскі, Г. Паўліна, Паўлінка…: 100 гадоў з дня нараджэння П. Мядзёлкі / Г. Каханоўскі // Роднае слова. — 1993. — № 9. — С. 45-47.
- Кузьміч, М. Вяртанне Паўлінкі / М. Кузьміч // Народная газета. — 2012. — 7 чэрвеня.
- Купрэвіч, С. Сцежкамі жыцця / С. Купрэвіч // Нарачанская зара. — 1993. — 8 верасня.
- Купскі, М. Паўліна ў ролі Паўлінкі / М. Купскі // Нарачанская зара. — 1993. — 16 лютага.
- Ліўшыц, У. Горацкія сябры Янкі Купалы / У. Ліўшыц // Региональные ведомости (Горки). — 2007. — 17, 24 октября.
- Лубнеўскі, К. «Распячатаць праз паўвека» / К. Лубнеўскі // Мінская праўда. — 1993. — № 117. — 9 кастрычніка.
- Марціновіч, А. Паўліна, Паўлінка, Журавінка: Да 100-годдзя з дня нараджэння Паўліны Мядзёлкі / А. Марціновіч // Літаратура і мастацтва. — 1993. — 10 верасня.
- Мехаў, У. Пісьмы Паўліны Мядзёлкі / У. Мехаў // Спадчына. — 1989. — № 2. — С. 41-44.
- Міхнюк, У. «Невінаватым ад нас не выйдзеш…» / У. Міхнюк // Беларуская мінуўшчына. — 1995. — № 6.
- Петрушкевіч, А. Незвычайныя музы паэта: вершы-прысвячэнні Янкі Купалы / А. Петрушкевіч // Краязнаўчая газета. — 2012. — № 31.
- Працько, Т. Шлях на Галгофу / Т. Працько // Беларусь. — 1992. — № 10. — С. 24.
- Рублевская, Л. Тернистый путь Павлинки / Л. Рублевская // Советская Белоруссия. — 2003. — 27 сент.
- Савіч, Н. Сцежкамі жыцця Паўліны Мядзёлкі: Да 120-годдзя з дня нараджэння / Н. Савіч // Роднае слова. — 2013. — № 9.
- Самсонаў, Г. Першая Паўлінка жыве ў Будславе / Г. Самсонаў // Шлях Перамогі. — 1962. — 20 мая.
- Санкевіч, І. Сцежкамі жыцця… да Адраджэння / І. Санкевіч // Літаратура і мастацтва. — 2005. — № 15. — 15 красавіка.
- Селицкая, Л. Бутерброд с икрой для Янки Купалы: Малоизвестные и секретные эпизоды из биографии поэта / Л. Селицкая // Народная Воля. — 2012. — № 19—20 (3558—3559). — 3 февр.
- Сцяпура, Н. Глупства, пане дабрадзею? / Н. Сцяпура // Рэспубліка. — 2008. — 22 лістапада.
- Цыгельнікава, І. Сцежкамі жыцця Паўліны Мядзёлка / І. Цыгельнікава // Нарачанская зара. — 2008. — 27 верасня.
- Чарняўскі, М. Паўлінка нарадзілася на Мядзельшчыне / М. Чарняўскі // Рэгіянальная газета. — 2010. — № 35. — 27 жніўня.
- Чэмер, М. А яна была проста дзяўчына? / М. Чэмер // Настаўніцкая газета. — 2008. — 11 лістапада.
- Янушкевіч, Я. Невядомыя старонкі жыцця Паўліны Мядзёлкі / Я. Янушкевіч // Голас Радзімы. — 1993. — № 38. — 23 верасня.

## Образ в кино
- В фильме Владимира Янковского «Купала» роль Павлины Мядёлки исполнила актриса Вероника Пляшкевич[21].